# Bobby Cannavale
Bobby Cannavale (* 3. května 1970, Union City, New Jersey, Spojené státy americké) je americký herec. Během třetí sezóny, v roce 2012, hrál postavu Gypa Rosettiho v seriálu Impérium – Mafie v Atlantic City. Roku 2016 hrál hlavní roli Richieho Finestry v seriálu Vinyl. Dále hrál například v seriálech Odložené případy, Mr. Robot a Mistr amatér. Hrál také v řadě filmů, například Jasmíniny slzy (2013), Špión (2015) a Irčan. V letech 1994 až 2003 byla jeho manželkou herečka Jenny Lumet, s níž měl jednoho syna. V roce 2012 začal chodit s herečkou Rose Byrne, s níž má dvě děti.